# Biegnij Lola, biegnij
Biegnij Lola, biegnij (niem. Lola rennt) – niemiecki eksperymentalny film sensacyjny z 1998 roku scenariusza i reżyserii Toma Tykwera, w którym główne role zagrali Franka Potente i Moritz Bleibtreu.
Opowiada historię młodej dziewczyny, której zadaniem jest zdobyć i dostarczyć w ciągu 20 minut 100 tys. marek niemieckich, aby ocalić życie jej chłopaka. Film ten przedział czasu pokazuje trzykrotnie, za każdym razem z drobnymi zmianami, co prowadzi do zupełnie innego finału (efekt motyla w formie podobnej do pętli czasu).

## Obsada
- Franka Potente – Lola
- Moritz Bleibtreu – Manni
- Herbert Knaup – ojciec Loli
- Joachim Król – włóczęga
- Armin Rohde – Schuster (strażnik bankowy)
- Nina Petri – Jutta Hansen (kochanka ojca)
- Ludger Pistor – Meyer (kierowca)
- Monica Bleibtreu – niewidoma
- Heino Ferch – Ronnie

## Fabuła

### Wprowadzenie
Berlin, godzina 11:40. Lola (Franka Potente) odbiera telefon od swego chłopaka, Manniego (Moritz Bleibtreu), który dzwoni z budki. Jako kurier lokalnego przywódcy gangu Ronniego zostawił w metrze 100 000 marek niemieckich pochodzących z podejrzanej transakcji. Torba z pieniędzmi została zabrana przez bezdomnego, a Lola, która miała pomagać Manniemu, nie dojechała na miejsce, ponieważ ukradziono jej motorower. Manni ma dostarczyć pieniądze szefowi w południe, w przeciwnym razie grozi mu śmierć. Aby zdobyć pieniądze, Manni chce obrabować sklep obok budki. Lola powstrzymuje go i obiecuje, że w ciągu 20 minut zdobędzie te pieniądze. Odkłada słuchawkę i wpada na pomysł, aby pożyczyć pieniądze od ojca.

### Bieg pierwszy

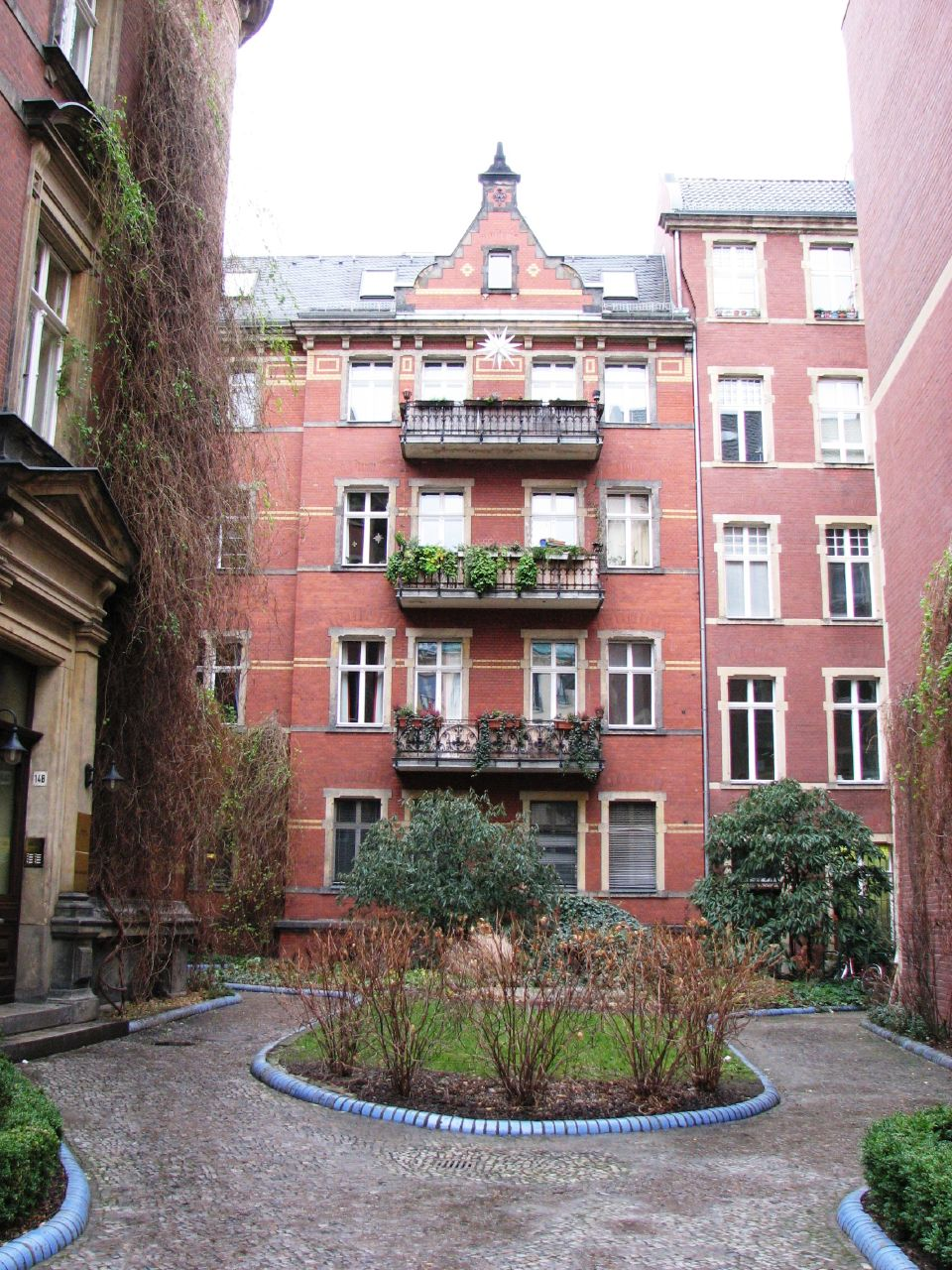
Kamienica w oficynie przy Albrechtstraße (Berlin-Mitte), początek wszystkich 3 biegów

Lola wybiega ze swojego mieszkania i biegnie przez ulice Berlina do banku, w którym pracuje jej ojciec, aby szybko zdobyć gotówkę. Po drodze mija m.in.: młodego sąsiada, który szczuje ją psem, kobietę z wózkiem, zakonnice, rowerzystę, który chce jej sprzedać rower, kierowcę wyjeżdżającego z bramy (powodującego stłuczkę z przejeżdżającym autem) i włóczęgę, który wziął porzucone pieniądze Manniego.
Ojciec Loli odmawia jej pomocy oraz oświadcza, że nie jest ona jego córką, jest zakochany w innej kobiecie, z którą będzie miał dziecko, i że odchodzi z domu. Załamana Lola kontynuuje bieg do Manniego, mija po drodze karetkę (która zatrzymuje się przed robotnikami, przenoszącymi szybę przez ulicę). Przybywa na skrzyżowanie, skąd dzwonił Manni, kilka sekund za późno – Manni rozpoczął już napad. Zdesperowana Lola pomaga mu w napadzie, lecz w trakcie ucieczki otacza ich policja. Jeden z policjantów oddaje przypadkowy strzał, trafiając Lolę w klatkę piersiową.
Pojawia się wizja majaków umierającej Loli. W retrospekcji Lola, leżąc w łóżku z Mannim, wypytuje go o rodzaj uczucia, jakim ją darzy.

### Bieg drugi
Lola przerywa agonię, krzycząc "Stop!". W tym momencie film rozpoczyna się ponownie w momencie, gdy Lola wybiega z mieszkania. Mija te same osoby, które napotykała w pierwszym biegu, lecz następstwo zdarzeń jest nieco inne.
Młody sąsiad tym razem podkłada jej nogę, więc Lola spada ze schodów, a w następstwie utyka i biegnie wolniej. Dobiega do banku ojca nieco później, słyszy więc ostrą rozmowę ojca z kochanką. Lola wpada w furię, wyszarpuje strażnikowi pistolet i napada na kasę banku. Udaje jej się uciec (wezwana policja bierze ją za ofiarę napadu), po drodze chce wsiąść do karetki, która tym razem nie wyhamowuje przed przenoszoną szybą, rozbija ją i zatrzymuje się.
Lola dobiega na umówione miejsce na czas z pieniędzmi, zatrzymując Manniego w ostatniej chwili. Ten wychodzi na środek skrzyżowania i zostaje potrącony przez tę samą karetkę.
Tym razem następują retrospektywne majaki umierającego Manniego, kwestionuje on trwałość uczucia Loli po jego ewentualnej śmierci. Lola stwierdza "Jeszcze nie umarłeś".

### Bieg trzeci
Po raz trzeci akcja wraca do tej samej chwili – wybiegnięcia z mieszkania. Tym razem Lola krzykiem straszy psa złośliwego sąsiada, wybiegając szybciej. Przeskakuje przez maskę samochodu, który się zatrzymuje i nie powoduje stłuczki. Kierowcą tego auta jest szofer jej ojca, który zdąża dojechać do banku, skąd zabiera jej ojca, zanim Lola tam dobiega. Nie wiedząc, co dalej robić, Lola kontynuuje bieg do Manniego. Biegnąc inną drogą, zauważa kasyno, w którym kupuje 100-markowy żeton i obstawia w ruletce 2 razy z rzędu liczbę 20, wygrywając 122 500 marek, z którymi biegnie do Manniego. Po drodze wskakuje do karetki (która zatrzymała się obok niej przed przenoszoną szybą) i podjeżdża nią na umówione skrzyżowanie. W karetce w tajemniczy sposób pomaga uzdrowić człowieka (ochroniarza z banku) z zatrzymaną akcją serca.
W Biegu Trzecim Manni, oddając niewidomej kobiecie kartę telefoniczną, zostaje przez nią na chwilę przytrzymany za rękę. W tej chwili w polu jego widzenia pojawia się włóczęga na rowerze z torbą banknotów zabraną z metra. Manni dogania włóczęgę i odbiera mu pieniądze.
Gdy Lola przybiega na miejsce, Manniego na skrzyżowaniu nie ma. Po chwili wysiada on z auta swego bossa, oddając mu pieniądze i szczęśliwy podchodzi do Loli. Razem odchodzą w nieznanym kierunku, a Manni pyta Lolę, co niesie w torbie.

### Porównanie trzech biegów
Podczas akcji Lola za każdym razem mija kilkanaście osób, m.in. kobietę z wózkiem, rowerzystę, pracownicę banku ojca. Ich dalsze losy przedstawione w formie migawkowych sekwencji są diametralnie inne w każdym wątku. Na przykład kobieta z wózkiem w pierwszym biegu traci swoje dziecko (zostaje jej zabrane przez pomoc społeczną) i porywa inne, w drugim biegu kupuje los na loterii i wygrywa główną nagrodę, a w trzecim biegu zostaje Świadkiem Jehowy.
Trzy biegi tylko na pozór są wersjami alternatywnymi, ponieważ pewne wydarzenia świadczą o tym, że Lola wyciąga wnioski z poprzednich biegów. Na przykład w pierwszym biegu nie wie, jak odbezpieczyć pistolet, a w drugim robi to bez żadnych wskazówek.

## Symbolika i interpretacje filmu
- Liczba 20 – liczba 20 odgrywa w filmie szczególną rolę: tyle minut trwa w akcji filmu każdy bieg (tyle minut ma Lola, aby uratować Manniego), tę liczbę Lola obstawia w kasynie, tyle sekund trwa krzyk Loli w kasynie[1], takim nominałem banknotów Lola płaci za żeton w kasynie.
- Niewidoma kobieta – we wszystkich trzech biegach Manniemu pomaga niewidoma kobieta, pełniąca rolę wyroczni. Rolę tę zagrała symbolicznie matka aktora, Monica Bleibtreu.
- Moralitet – w biegu pierwszym i drugim bohaterowie są "ukarani" śmiercią partnera za niegodny sposób zdobycia pieniędzy (napad na sklep i napad na bank). Sukces odnoszą w biegu trzecim, gdy nie czynią nikomu krzywdy, wówczas natomiast "ukarani" zostają ojciec Loli (za zdradę rodziny) oraz złodziej motoroweru.
- Wolna wola człowieka a determinizm – film przeplata te koncepcje, nie opowiadając się jednoznacznie za żadną z nich. Wpływ drobnych wydarzeń na dalszy przebieg losów bohaterów jest jednocześnie prezentacją istoty teorii efektu motyla.
- Gra komputerowa – film można interpretować jako rodzaj gry, w której główny bohater otrzymuje kilka żyć zanim dotrze do celu. Takie rozumienie filmu sugerują m.in.:
  - cytat Koniec gry to początek gry w prologu filmu,
  - słowa rien ne va plus (fr. koniec obstawiania, zwrot pochodzący z gry w ruletkę) bezpośrednio poprzedzające początek biegu pierwszego.
  - fakt, że Lola (podobnie jak gracz w grze komputerowej) uczy się na poprzednio popełnionych błędach.

## Ciekawostki
- Dosłowne tłumaczenie oryginalnego tytułu filmu to „Lola biegnie”.
- W trakcie dni zdjęciowych Franka Potente nie mogła myć swoich włosów przez siedem tygodni. Było to spowodowane słabą odpornością farby do włosów na wodę.
- Do nakręcenia ujęcia zatrzymującej się ruletki z kulką w polu 20 nie użyto żadnych technik komputerowych. Kulka wpadła we właściwy otwór w jednym z pierwszych dubli[2].
- W Stanach Zjednoczonych film zarobił ok. 7,2 mln dolarów, podczas gdy jego koszty produkcji wyniosły ok. 3,5 mln marek niemieckich[3].

## Lokalizacje

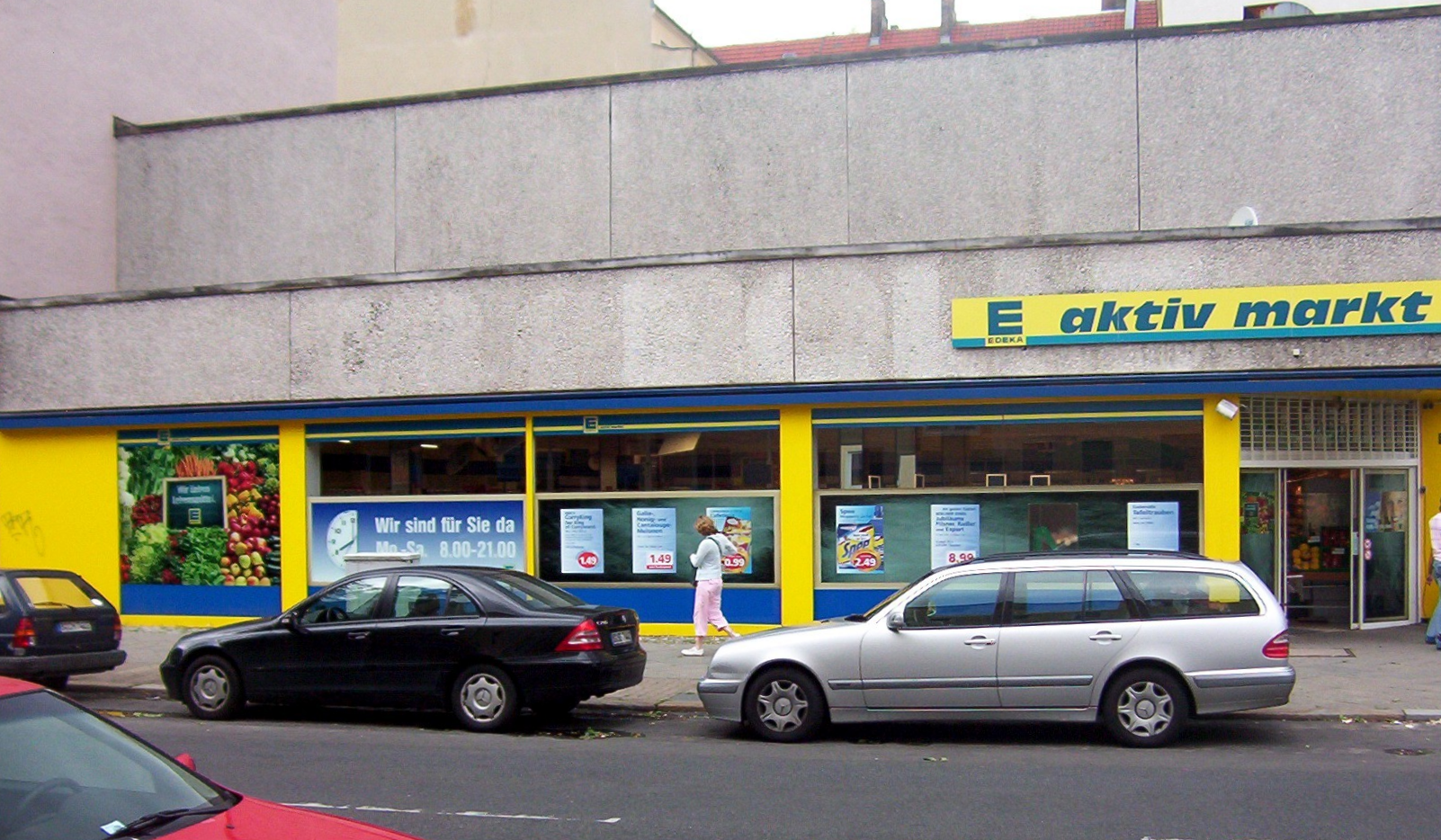
Supermarket w dzielnicy Berlin-Charlottenburg, miejsce finału wszystkich 3 epizodów

Film nakręcono w całości w Berlinie i jego przedmieściach, lecz lokalizacje nie układają się w logiczny ciąg (nie można przebiec tej trasy w kolejności pokazanej w filmie). Niepełna lista lokalizacji naniesiona na mapę Berlina:
- mieszkanie Loli – kamienica na Albrechtstraße 13-14[5], Berlin-Mitte, blisko stacji kolejowej Friedrichstraße
- U-Bahn na estakadzie – północny róg skrzyżowania Falckensteinstraße i Oberbaumstraße
- bieg pod arkadami – most arkadowy Oberbaumbrücke
- stacja U-Bahn na środku jezdni – południowe wejście do stacji metra Französische Straße
- zakonnice – północny koniec Mauerstraße
- rowerzysta – dalej na południe Mauerstraße, rowerzysta nadjeżdża z Französische Straße
- bank ojca Loli – Behrenstraße 37, budynek w rzeczywistości nie jest bankiem
- plac wyłożony kwadratowym wzorem – Gendarmenmarkt oraz Konzerthaus
- supermarket Bolle – południowo-zachodni róg skrzyżowania Osnabrücker Straße i Tauroggener Straße
- Lola wbiega przed ciężarówkę – róg Hinter dem Gießhaus i Unter den Linden
- kasyno – budynek Staatsoper (Opery Państwowej) na Unter den Linden
- postrzał Loli – północny koniec Cuvrystraße
- Manni zatrzymany w metrze – stacja Deutsche Oper
- kierowca wyjeżdża z bramy – Wallstraße 23-24
- ambulans i szyba – skrzyżowanie Buchholzer Straße i Greifenhagener Straße, Lola i ambulans przybywają od południa Greifenhagener Straße
- zderzenie samochodów i motoroweru – skrzyżowanie Hussitenstraße i Max-Ulrich-Straße
- modlitwa Loli w biegu – wzdłuż Karl Marx Allee (obok Strausberger Platz), Wieża Telewizyjna jest zasłonięta drzewami

## Nagrody
Film był nominowany łącznie do 41 nagród, zdobył 26 z nich, w tym osiem najważniejszych z ojczystych nagród Lola (Deutscher Filmpreis). Zdobył także Nagrodę Publiczności na Sundance Film Festival w 1999 roku czy nagrodę dla Najlepszego Filmu na Międzynarodowym Festiwalu w Seattle. Znalazł się na 86. miejscu zestawienia nieanglojęzycznych filmów wszech czasów brytyjskiego miesięcznika filmowego Empire.